# Downtown Houston
Downtown Houston es el centro distrito financiero de Houston. Downtown Houston tiene entre 35% y 40% del área de oficinas Class A de los distritos financieros de Houston. La Legislatura de Texas se estableció el Downtown Houston Management District en 1995.

## Economía
Continental Airlines tenía su sede en 1600 Smith Street (anteriormente: Continental Center I) en Downtown.

## Gobierno
Downtown Houston tiene la alcaldía (ayuntamiento) de la Ciudad de Houston. También tiene la sede del Departamento de Policía de Houston, y la sede del Departamento de Bomberos de Houston.
El gobierno del Condado de Harris y la Oficina del Alguacil del Condado Harris tienen sus sedes en Downtown Houston.

## Transporte
La Autoridad Metropolitana de Tránsito del Condado de Harris (METRO) tiene su sede en Downtown.

## Parques y recreación
Downtown Houston tiene el parque Discovery Green, el Centro de Convenciones George R. Brown, el Minute Maid Park y el Toyota Center.

## Educación

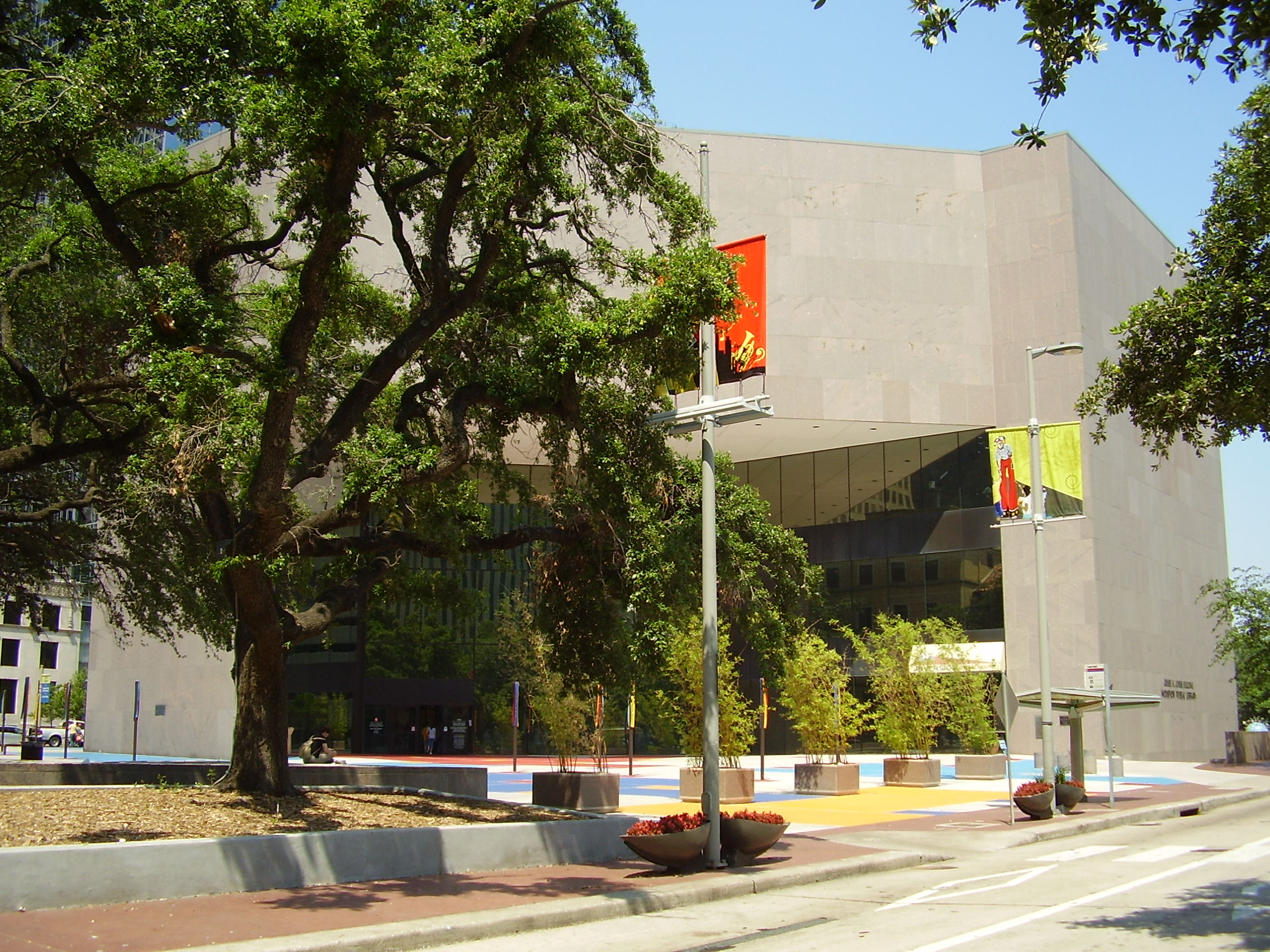
Edificio Jesse H. Jones de la Biblioteca Central.

El Distrito Escolar Independiente de Houston gestiona escuelas públicas que sirven Downtown. Escuelas primarias que sirven Downtown son el programa de escuela primaria del Centro Educativo Gregory Lincoln (en el Fourth Ward), la Primaria Bruce, y la Primaria Crockett. Escuelas medias que sirven Midtown son el programa de escuela media del Centro Educativo Gregory Lincoln y la Escuela Media Marshall. Escuelas preparatorias (high schools) que sirven Midtown son la Preparatoria Davis (anteriormente la Preparatoria Jefferson Davis), en Northside Village, y la Preparatoria Heights (anteriormente la Preprataria John Reagan), en el Houston Heights.
La Biblioteca Pública de Houston gestiona la Biblioteca Central en el Edificio Jesse H. Jones y el Edificio Julia Ideson. También gestiona el HPL Express en Discovery Green.
La Biblioteca Pública del Condado de Harris gestiona la Law Library (Biblioteca de Leyes), se ubicada en el primero piso de Congress Plaza.